# Rio Carangola
Rio Carangola är ett vattendrag i Brasilien. Det ligger i den sydöstra delen av landet, 900 km sydost om huvudstaden Brasília.
Omgivningarna runt Rio Carangola är huvudsakligen savann. Runt Rio Carangola är det ganska tätbefolkat, med 179 invånare per kvadratkilometer.